# 澳洲鰻鯰
澳洲鰻鯰，為輻鰭魚綱鯰形目鰻鯰科的其中一種，分布於澳洲淡水水域，本魚頭大、厚實，口大，鼻孔呈管狀，身體光滑，本魚體色從橄欖綠至褐色，背部黑色或紫色，腹部白色，第一背鰭高，體長可達90公分，棲息在沙石底質、植被生長、水流緩慢的溪流、湖泊、池塘，為底棲性魚類，屬肉食性，以昆蟲幼蟲、甲殼類、貝類等為食，具有毒棘，會造成創傷，可做為食用魚、遊釣魚及觀賞魚。